# Ferrari Modulo
Ferrari Modulo – samochód koncepcyjny/supersportowy zaprezentowany w 1970 roku na Geneva Motor Show. 
Projekt stworzono w 1967. Pojazd został skonstruowany przez Ferrari i Pininfarina. Zamontowano w nim drzwi drzwi kokpitowe takie jak w Maserati Birdcage 75th i Saab Aero-X. Do napędu użyto jednostki V12 60° 5,0 l DOHC 48V generującą moc maksymalną 550 KM. Wysokość samochodu wynosi 934 mm, szerokość 2048 mm, rozstaw osi 2400 mm, a długość 4480 mm. Typ nadwozia to 1-drzwiowe coupé. Układ zasilania oparty jest na wtrysku paliwa Lucas.

## Dane techniczne

### Silnik
- V12 5,0 l 48V DOHC
- Paliwo: Lucas, wtrysk
- Moc maksymalna: 550 KM

### Osiągi
- Prędkość maksymalna: 360 km/h
- Przyspieszenie: b/d

## Galeria obrazów

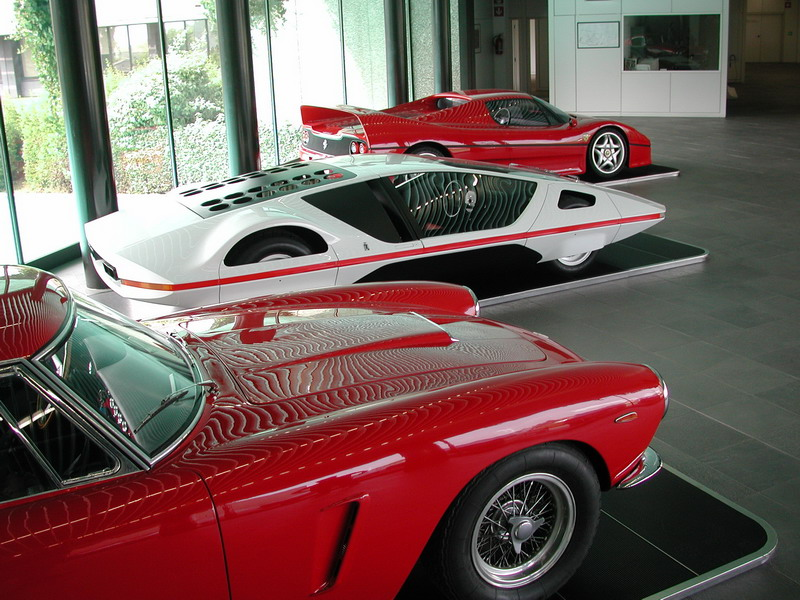
Ferrari Modulo przy innych modelach Ferrari
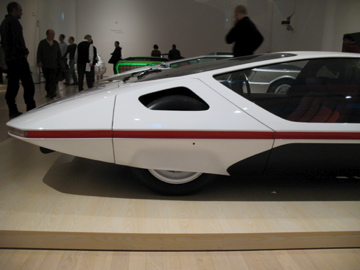
Przedni bok Ferrari Modulo